# アメリカ陸軍格闘術
アメリカ陸軍格闘術とはアメリカ陸軍の一般部隊で訓練されている近接格闘術である。これまで何度も変更が行われており、時期によって内容は大きく異なる。現在訓練されているものは2002年に採用された格闘術である。

## 現在のアメリカ陸軍格闘術（Modern Army Combatives）
現在のアメリカ陸軍格闘術は、2002年に採用された「Modern Army Combatives」である。陸軍第75レンジャー連隊に所属したマット・ラーセンが考案した組技重視の格闘術である。
その内容は、組技はブラジリアン柔術を中心にレスリングと柔道からも加え、打撃技はムエタイやボクシングから、ナイフ格闘などの武器術はフィリピン武術より採用された技からなる。

## レベル
MACPは4つのレベルからなり、それぞれのレベルに応じた訓練が行われる。

## 指導
MACPの特筆すべきことはその体系立てられた訓練/指導方法である。例えば伝統的な武術では武術歴の長い達人、高段位の指導者などは初心者とは感覚が異なり、また段位認定試験も技の良し悪しにより査定される場合がほとんどであるため「あの人は技は凄いけれど何を言っているのかさっぱりわからない。」という指導者が少なからず存在する。MACPの場合、レベル認定試験の最重要項目は指導力であり、最終試験では教官を生徒に見立てて指導してみせること、技を段階的に初心者にもわかりやすく明確に説明することを要求される。レベル１の教官は新兵訓練および中隊以下の指導が許可される。

## 参照
U.S. Army Field Manual 3-25.150